# Kazuo Echigo
Kazuo Echigo (越後 和男 Echigo Kazuo?,  nacido el 28 de diciembre de 1965 en Mie, Mie) es un exfutbolista y actual entrenador japonés que se desempeñaba como centrocampista.
Echigo jugó 6 veces para la Selección de fútbol de Japón entre 1986 y 1987. Fue elegido para integrar la selección nacional de Japón para los Juegos Asiáticos de 1986.

## Trayectoria

### Clubes
| Club                | País  | Año         |
| ------------------- | ----- | ----------- |
| JEF United Ichihara | Japón | 1984 - 1995 |
| Vegalta Sendai      | Japón | 1996 - 1999 |

### Selección nacional
| Selección | País  | Año         |
| --------- | ----- | ----------- |
| Absoluta  | Japón | 1986 - 1987 |

## Estadística de equipo nacional
| Selección de Japón | Selección de Japón | Selección de Japón |
| Año                | Part.              | Goles              |
| ------------------ | ------------------ | ------------------ |
| 1986               | 3                  | 0                  |
| 1987               | 3                  | 1                  |
| Total              | 6                  | 1                  |

## Palmarés

### Títulos nacionales
| Título                   | Club              | País  | Año       |
| ------------------------ | ----------------- | ----- | --------- |
| Japan Soccer League      | Furukawa Electric | Japón | 1985-1986 |
| Copa Japan Soccer League | Furukawa Electric | Japón | 1986      |